# Bar Giger

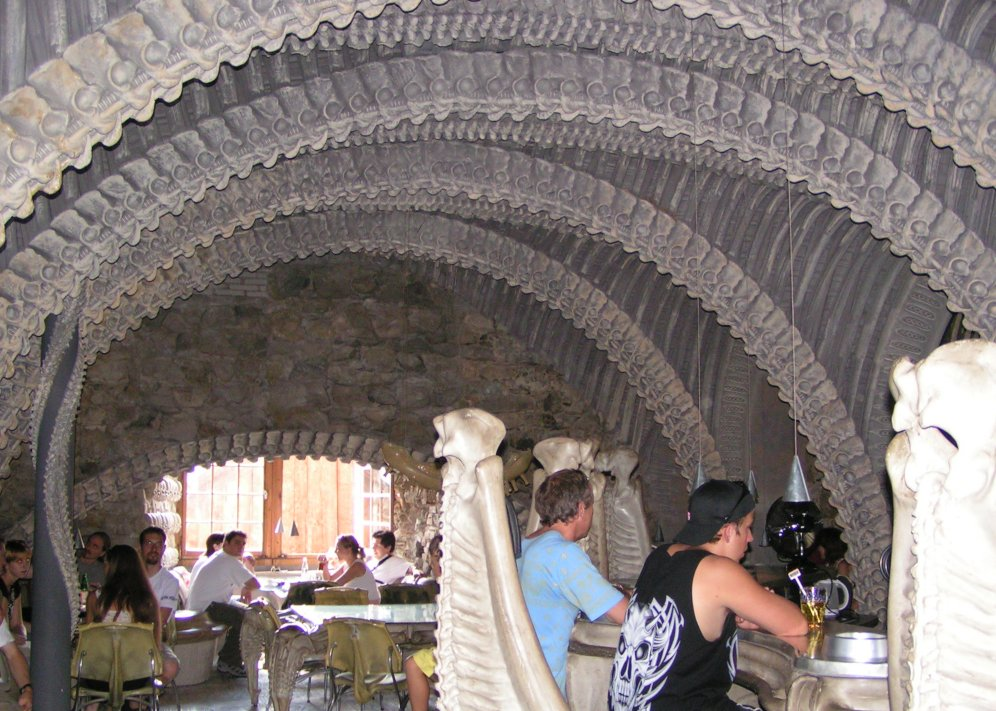
Bar Giger e en Gruyères, Suiza

El Bar Giger es un bar temático creado por el artista suizo H. R. Giger. Hay dos Bar Giger: el primer Bar H.R. Giger está ubicado en Chur, Suiza, y abrió en 1992. El segundo es el Bar del Museo H.R. Giger en Château St. Germain, Gruyères, Suiza, el cual abrió el 12 de abril de 2003. 

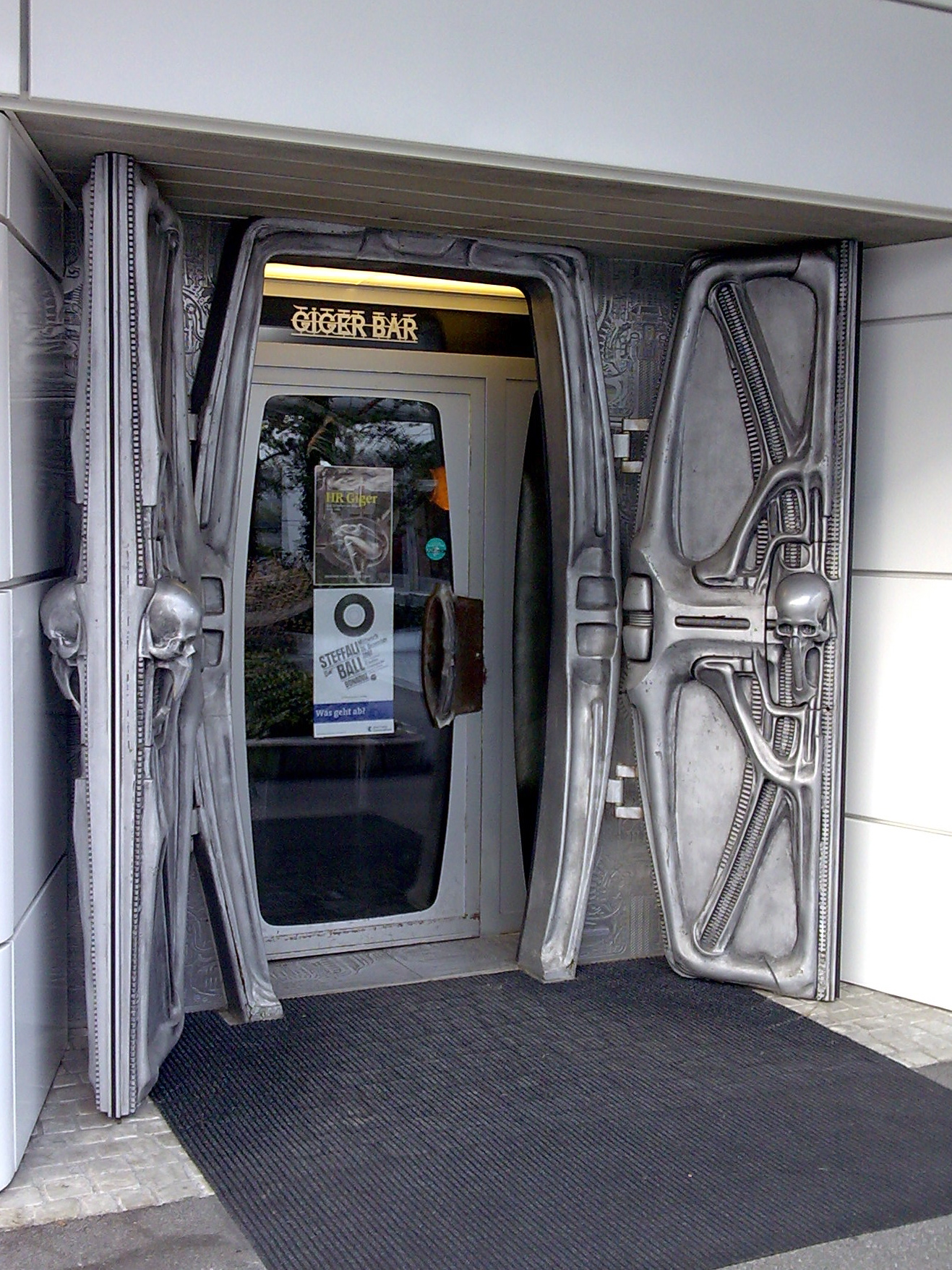
Entrada del Bar Giger en Chur.

Un tercer Bar Giger estuvo ubicado en Shirokanedai, Tokio a finales de los 80. Giger disolvió su participación en esta sucursal después de  diferentes esfuerzos frustrados contra los códigos de construcción con la empresa japonesa detrás del bar, la cual creó el bar con sólo algunos bocetos preliminares. Giger quería cabinas privadas que funcionaran como elevadores individuales que viajaran de arriba abajo a través de los cuatro pisos del diseño interior. Este diseño era problemático debido a la ingeniería requerida para hacerlo resistente a terremotos. Giger desaprobó el Bar Giger Tokio y nunca puso un pie en el interior. Después de algunos años, el establecimiento cerró.  

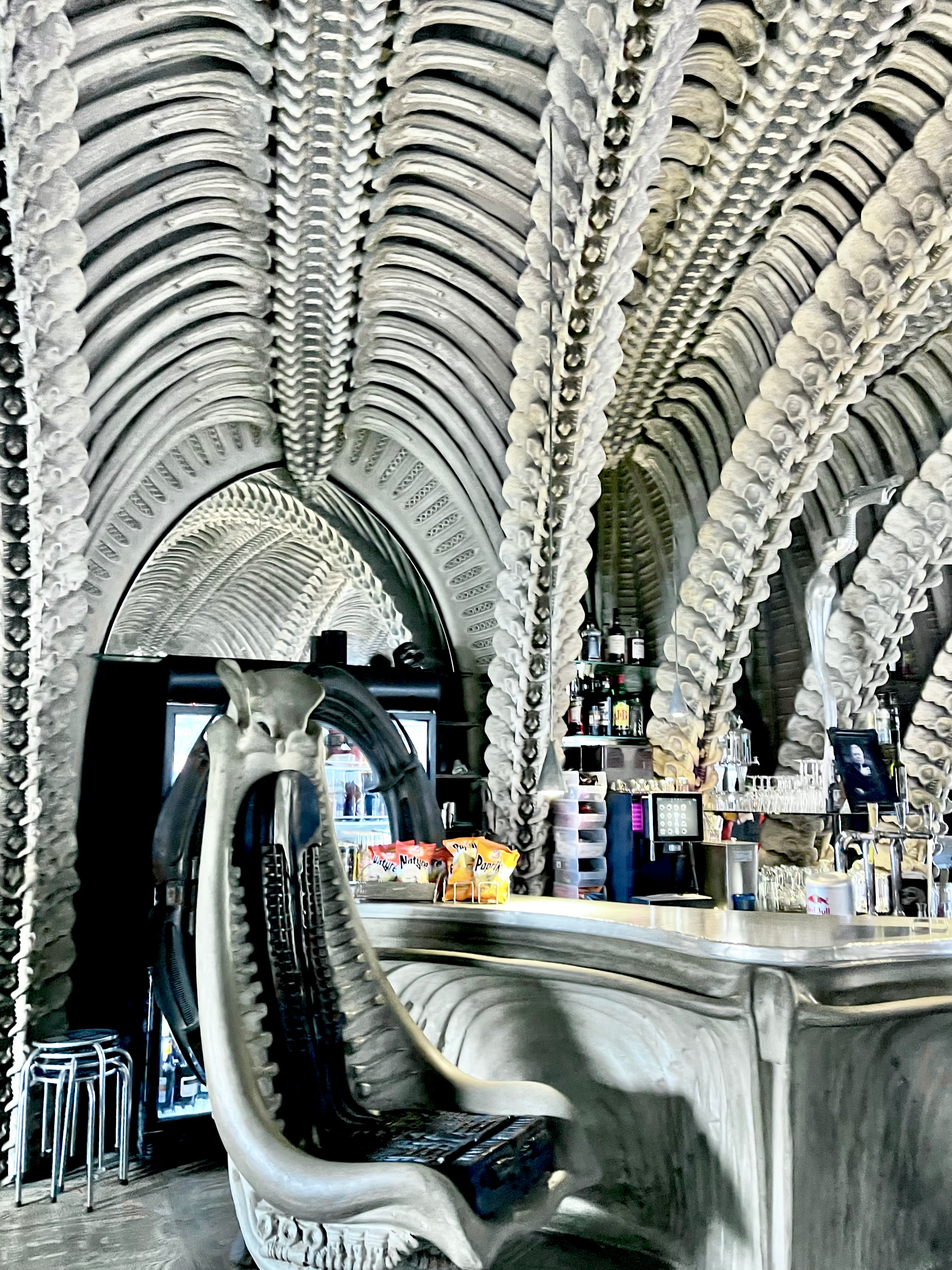
Bar Giger, en 2023.

El interior de los bares está ambientado con el estilo biomecánico como el de las películas de Alien. El techo, las paredes, el mobiliario y sillas fueron diseñadas por el artista para encajar con el mismo estilo de las películas que él diseño, notablemente alienígena. La Silla Harkonnen con el respaldo alto fue diseñada inicialmente como el trono de Harkonnen para el proyecto de la película Dune, el cual fue abandonado.  
En 2013, el fundador de la cadena de hoteles Sci-Fi, Andy Davies, hizo una colaboración con Giger para establecer la marca de Bar Giger en los Estados Unidos como parte de los planes de desarrollo de la compañía.